# Таджицька музика
Таджицька музика, музична культура таджиків, зародилася в глибокій старовині.

## Витоки
Найдавніші пам'ятки музичної культури Таджикистану — це гімни з літературного збірника «Авести» (7-5 ст. до н. э.), настінні розписи Пенджикента (7-8 ст.) і теракотові фігурки музикантів із Самарканда, а також зображення на срібних тарілках і шальках, що свідчать про музичність народів давнього Согда, Бактрія, Уструшани. Найраніші з них відносяться до 3-2 ст. до н. е.. На кам'яному фризі з Айртама (поблизу Термеза, 1-2 ст. Н. Е..) Зображено інструмен. ансамбль. Про муз. інструментах і місце музики в житті СР-вік. суспільства дають уявлення мініатюри з старовинних рукописів 14-16 ст. На одній з ілюстрацій до «Шах-наме» відтворений епізод гри придворного музиканта Барбада перед Хосрова і Ширін. На мініатюрі зі списку «Іскандернаме» Ахмаді (1522-23) показаний ансамбль флейтиста та дойриста, що супроводжує танець дівчини з кастаньєтами.

## Народна музика
Народна таджицька музика одноголосна. Вона розвивалася як мистецтво усної традиції в двох руслах — народному та професійному. Побутують сольне вокальне виконавство і виконавство з акомпанементом одного інструмента або інструментального ансамблю (головним чином унісоні звучання).

### Інтонаційні та ритмічні особливості
Для таджицької музики характерні діатонічні лади, звукоряди яких брало збігаються зі звукорядом натуральних ладів. Лад зі збільшеною секундою між II і III ступенями особливо поширений на Памірі і в Кулябській області. Опорним остовом мелодії є I — IV — V ступені, неопорні звуки піддаються альтерації. Широко застосовуються різні мелізми — форшлаги, глісандо, а також прийом нолб, що полягає в оспівуванні одного звуку іншими, що не мають точної висоти. Мелодика народної пісні охоплює діапазон від терції до октави. Збільшення діапазону відбувається за рахунок оспівування крайніх звуків і зчеплення тетра-, пента- і гексахордів.
Найбільшим діапазоном і розгорнутої мелодією володіють пісні Північного Таджикистану, близькі за характером і ладоінтонаційним строєм до народної класичної пісенності. Поширення отримали пісні зі структурою типу abcb. У піснях з розгорнутою мелодикою, що відносяться до ліричних жанрів, схема приймає вигляд: abcbdb. Кожне побудова має своє найменування: а — даромад (початок або зав'язка мелодії), b — бозгуй (повторення), с — міенаавдж (серединна кульмінація), d — Авджа (власне кульмінація). При цьому мелодії в побудовах b, с і d — варіанти наспіву в побудові а; варіювання полягає у зміні регістра, ладу, у збільшенні або зменшенні діапазону.
Багата й різноманітна метроритміка народної музики, що багато в чому визначає інтонаційну виразність наспіву. Найпоширеніший музичний розмір — 6/8, використовуються також розміри 7/8, 2/4, 3/8. Характерні невеликі 2-частинні цикли, в яких 1-а частина — пісенна, 2-а (уфар) — пісенно-танцювальна. Обидва розділи об'єднуються інтонаційною спільністю мелодії при метроритмічних відмінностях. Зустрічаються і пісні, що складаються з 3 контрастних розділів: повільний імпровізаційний вступ, наспівна основна частина і уфар, причому пісенні розділи мають розміри 2/4, 3/4, 3/8, 4/4, а уфар — 6/8, 7/8.

### Жанрове і стильове багатоманіття
Народну музику умовно поділяють на три стилі — північний (Согдійський вілоят), центральний (Гісар, Куляб, Гарм) і памірський (Горно-Бадахшанська автономна область).
Народна музика включає епічні, трудові, обрядові (календарні, весільні, похоронні та ін), ліричні пісні, а також інструментальні п'єси.
Народний епос представлений героїчними піснями «гуруглі». Вони виконуються у специфічній горловій манері стисненим звуком. Наспівні печальні пісні «майда» складається з окремих, іноді тематично не пов'язаних епізодів і виконується прийомом «нола».
Серед календарно-обрядових пісень виділяються пісні, що супроводжують обряд закликання весни. Зокрема зберігся наспів бойчечак — декламаційного складу, заснований на секундовій поспівці, закінчуваний вигуком на слово «бойчечак». У північних районах Таджикистану ще недавно існував обряд сайра гулі лола («свято тюльпанів»), під час якого чоловіками виконувалися хорові унісоні пісні антифонного складу (накші). Відлунням стародавнього уявлення про вмираючому і воскресає божество поля є пісні ман дог («Я горюю») і «Аллохі Дарвозі».
Інший тип обрядових пісень — сімейно-обрядові, виконувалися на весілля, з нагоди народження дитини і зазвичай впліталися у сценарії обрядів (напр. пісня «Устої ланги сартарош» — «Кульгавий майстер-перукар»). Значне місце займають і поховальні пісні — садр, овозандозі та інші.
Ліричні пісні є найпоширенішим вокальним жанром. Найпоширенішим ліричним жанром є байт. Його музична структура пов'язана з поетичною — метроритм наспіву імпульсивно-імпровізаційного складу, відсутність розгорнутої мелодичної лінії «компенсується» великою кількістю мелізматичних нюансів. Завершується кожен байт характерною кінцівкою з вигуками «ОЯ» або «Ой». Спорідненими до цього жанру є пісні рубоійот, фалакі (Кулябська обл., Памир). Помітне місце займають пісні жінок (на Памірі даргилак і булбулік), в тому числі колискові (алла, на Памірі — лалаїк). Популярні лапаро (бадеха) — пісні-діалоги юнаків та дівчат з любовною, жартівливою чи сатиричною тематикою. На початку 20 століття виникають пісні гарібі (чужинні), пов'язані з відходом у міста на заробітки.

### Народні інструменти
Серед народних інструментів:
- плекторні — кашгарський рубаб, танбур;
- смичкові — гиджак;
- щипкові — дутор, думбрак;
- духові — най, карнай, сурнай, кушнай;
- ударні — таблак, нагора, дойра, кайрок (кам'яні кастаньєти), занг (бубенчики);

На Памірі — сетор, панчтор, бланзиком (струнные щипковые), даф (ударный), тутык (духовой).

## Професійне мистецтво
Таджицька професійна музика усної традиції виросла на основі народної
творчості у постійній взаємодії з міською культурою. У найбільших містах існували різні музикантські цехи, в яких об'єднувалися маврігіхони, макомісти, а також музиканти-жінки — созанди, чиє синкретичне мистецтво поєднувало мелодійний спів і танець.
Хоча традиційне мистецтво розвивалося переважно як усна традиція, збереглися і рукописні джерела, що свідчать про існування на Сході нотної писемності (адвор), зокрема в 10-13 століттях використовувалася табулатура для запису інструментальної музики.
Вершиною класичного музичного мистецтва таджицького і узбецького народів вважається шашмаком — цикл з 6 макомів, поширений в 11-18 століттях. Макоми включають вокальні а також інструментальні розділи.
Макоми використовують вірші таких поетів як Рудаки, Хафиза, Хилоли, Джами, Зебуниссо, Мушфики, Бедиля, а також узбецьких поетів — Навої, Фузулі, Машраба, інколи використовують і народні тексти. При виконанні макомів зазвичай використовуються танбур і дойра, а іноді й ансамблі народних інструментів.
Збереглися відомості про музикантів-виконавців минулого — Абдуллаббас Бахтийор (9-10 вв.), флейтист Зилзили Рози (10-11 вв.), співачка Ситти Заррин (11 в.), інструменталісти Куль-Мухаммад Уді (15 в.), Хасані Балабоні (15 в.), Ахмаді Гиджакі (15 в.), Алі Кучак Танбурі (15 в.), Хасани Наї (15 в.), макомист Борухі Калхоті Самарканді (19 в.) та інші. Відомості про музику таджиків містяться і в роботах середньоазійських філософів, серед найдавніших — «Великий трактат про музику» («Китоб-ул-мусики-ал-кабир») Аль-Фарабі (9-10 ст.), «Трактат про музику» Ібн Сіни (10-11 ст.).

### За російського панування
Новий етап в розвитку музичної культури Таджикистану почався з входженням Таджикистану до Російської імперії (1860-х роки), а пізніше — СРСР (1920-ті роки). До музичної культури Таджикистану проникають європейські багатоголосні жанри, зокрема музична драма, опера, балет, жанри симфонічної та камерної музики. Серед авіторів перших опер та балетів на таджицькі сюжети — композитори А. С. Ленський та С. А. Баласанян.
В 1920-ті — 1930-ті роки було створено мережу музичних освітніх закладів, театрів та концертних колективів, за взірцем оркестру російських народних інструментів створено оркестр таджицьких народних інструментів. Значне поширення як в пісенних жанрах так і в жанрах академічної музики отримала радянська тематика.

## Сучасність
Станом на 1980 у Таджикистані функціонували:
- Театри:

Таджицький театр опери і балету (Душанбе), Театр музичної комедії імені Камолі Худжанді, Обласний театр музичної комедії ім. А. Рудаки (Хорог, Горно-Бадахшанская АО), музично-драматичні театри (Куляб, Канибадам), Узбецький музично-драматичний театр (Hay);
- Виконавські колективи та установи: філармонія, при ній — симфонічний оркестр (1965), ансамбль рубабісток (1940), три ансамблю пісні і танцю; струнний квартет (1978); при Комітеті радіо і телебачення — оркестр народних інструментів, ансамбль шашмакомістов (1964), естрадний ансамбль «Гульшан» (1966) та ін;

- Наукові та освітні заклади: сектор історії мистецтв Інституту історії ім. А. Доніш АН Таджикистану (1953); кабінет музики при Будинку народної творчості; Спілка композиторів Таджикистану; Ін-т мистецтв ім. М. Турсун-заде, музичне відділення педагогічного училища, 2 муз. училища (Душанбе, Худжанд), 2 спеціальні музичні школи (Душанбе), 58 музичних шкіл, у тому числі дитяча хорова студія (1977, Душанбе), 4 вечірні.